# Meriones hurrianae
Meriones hurrianae је врста глодара из породице мишева и потпородице гербила (лат. Gerbillinae). 

## Распрострањење
Врста је присутна у Индији, Ирану и Пакистану.

## Станиште
Врста Meriones hurrianae има станиште на копну.

## Угроженост
Ова врста није угрожена, и наведена је као последња брига јер има широко распрострањење.

### Популациони тренд
Популациони тренд је за ову врсту непознат.